# Meine Seufzer, meine Tränen, BWV 13

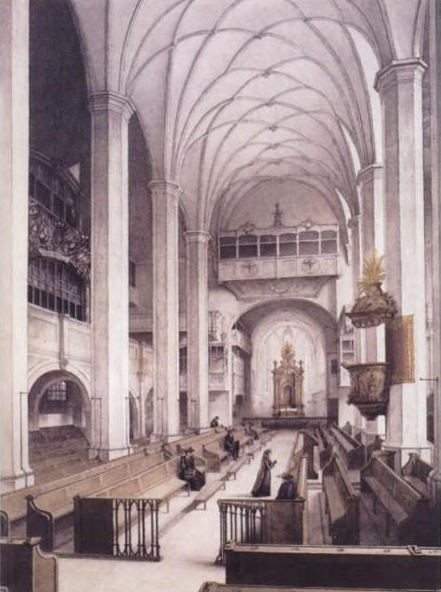
Thomaskirche en Leipzig.

Meine Seufzer, meine Tränen, BWV 13 (Mis suspiros y mis lágrimas) es una cantata de iglesia escrita por Johann Sebastian Bach en Leipzig para el segundo domingo después de la Epifanía y estrenada el 20 de enero de 1726.

## Historia
Bach compuso esta obra durante su tercer año como Thomaskantor en Leipzig para el segundo domingo después de la Epifanía. La cantata fue interpretada por primera vez el 20 de enero de 1726.

## Análisis

### Texto
Las lecturas establecidas para ese domingo eran de la epístola a los romanos, "tenemos diversos dones" (Romanos 12:6-16), y del evangelio según San Juan, las bodas de Caná (Juan 2:1-11). 
El texto está tomado del anuario de cantatas de Georg Christian Lehms, publicado en Darmstadt en 1711. La única idea que se toma del evangelio son las palabras de Jesús: "Aún no ha llegado mi hora". El texto se divide en dos partes con tres movimientos cada una, la primera trata sobre la angustia de alguien que se siente abandonado, la segunda sobre la esperanza en la ayuda de Dios. Ambas partes concluyen con un coral. El tercer movimiento es la segunda estrofa del himno "Zion klagt mit Angst und Schmerzen" de Johann Heermann, el coral de cierre es la estrofa final de "In allen meinen Taten" de Paul Fleming. Conforme a Alfred Dürr, es poco probable que fueran interpretadas antes y después del servicio, teniendo en cuenta la brevedad de la obra.

### Instrumentación
La obra está escrita para cuatro solistas vocales (soprano, alto, tenor y bajo) y un coro a cuatro voces; dos flautas dulces, oboe da caccia, dos violines, viola y bajo continuo.

### Estructura
Consta de seis movimientos.
1. Aria (tenor): Meine Seufzer, meine Tränen
2. Recitativo (alto): Mein liebster Gott läßt mich annoch
3. Coral (alto): Der Gott, der mir hat versprochen
4. Recitativo (soprano): Mein Kummer nimmet zu
5. Aria (bajo): Ächzen und erbärmlich Weinen
6. Coral: So sei nun, Seele, deine

La cantata se inicia con un aria, un lamento acompañado por suaves flautas dulces y el oscuro sonido del oboe da caccia que con frecuencia es el que conduce. Se trata de una forma da capo, pero la sección central se divide en dos partes. En ella, la voz ilustra el "Weg zum Tod" (camino hacia la muerte) mediante varios saltos descendentes. Dürr indica que esta composición "muestra cómo la imaginación del músico barroco es particularmente encendida por textos relativos a los suspiros y al dolor". A continuación viene el breve recitativo secco que finaliza como un arioso en las palabras "vergeblich flehen" (suplicar en vano). En el coral, el viento madera toca el cantus firmus al unísono con la voz de alto, mientras la cuerda interpreta una figuración independiente en fa mayor, ilustrando la esperanza, aunque el texto dice que la esperanza aún no está a la vista. John Eliot Gardiner lo describe como "confiadas armonías diatónicas" a modo de "respuesta optimista sin palabras" a la "oración por el consuelo" de la voz.
Un segundo recitativo expresivo conduce a una segunda aria, que va acompañada por el violín y las flautas dulces, tocando al unísono una octava por encima. El texto de lamentación del comienzo "Ächzen und erbärmlich Weinen" (Gemir y llorar lastimosamente) se subraya mediante intervalos tales como segunda aumentada, quinta disminuida y séptima disminuida. El ritornello tiene dos partes marcadamente diferentes, una sección lastimera y otra esperanzada, repleta de escalas y pasajes rápidos. En la sección intermedia, el texto "wer gen Himmel siehet" (el que mira hacia el cielo) es acentuada por un salto de octava hacia arriba en la voz y escalas ascendentes en los instrumentos, en contraste con la línea descendente del movimiento 1. El coral final es un arreglo para cuatro voces de la melodía de "O Welt, ich muss dich lassen" de Heinrich Isaac, que aparece en dos ocasiones en la Pasión según San Mateo, BWV 244 de Bach, en los movimientos 10 (Ich bin's, ich sollte büßen) y 37 (Wer hat dich so geschlagen).

## Discografía selecta
De esta pieza se han realizado una serie de grabaciones entre las que destacan las siguientes.
- 1971 – Bach Cantatas Vol. 1. Karl Richter, Münchener Bach-Chor, Münchener Bach-Orchester, Edith Mathis, Anna Reynolds, Peter Schreier, Dietrich Fischer-Dieskau (Archiv Produktion)
- 1972 – J.S. Bach: Das Kantatenwerk Vol. 1. Gustav Leonhardt, Tölzer Knabenchor, King's College Choir, Leonhardt Consort, solista del Tölzer Knabenchor, Paul Esswood, Kurt Equiluz, Max van Egmond (Teldec)
- 1981 – Die Bach Kantate Vol. 23. Helmuth Rilling, Gächinger Kantorei, Bach-Collegium Stuttgart, Arleen Augér, Carolyn Watkinson, Adalbert Kraus, Walter Heldwein (Hänssler)
- 1999 – Bach Edition Vol. 9: Cantatas Vol. 4. Pieter Jan Leusink, Holland Boys Choir, Netherlands Bach Collegium, Ruth Holton, Sytse Buwalda, Knut Schoch, Bas Ramselaar (Brilliant Classics)
- 2000 – Bach Cantatas Vol. 19. John Eliot Gardiner, Monteverdi Choir, English Baroque Soloists, Joanne Lunn, Richard Wyn Roberts, Julian Podger, Gerald Finley (Soli Deo Gloria)
- 2001 – J.S. Bach: Complete Cantatas Vol. 17. Ton Koopman, Amsterdam Baroque Orchestra & Choir, Sandrine Piau, Bogna Bartosz, Paul Agnew, Klaus Mertens (Antoine Marchand)
- 2008 – J.S. Bach: Cantatas Vol. 42. Masaaki Suzuki, Bach Collegium Japan, Rachel Nicholls, Robin Blaze, Gerd Türk, Peter Kooy (BIS)
- 2008 – J.S. Bach: Cantatas for the Complete Liturgical Year Vol. 8: BWV 13, 73, 81, 144. Sigiswald Kuijken, La Petite Bande, Gerlinde Sämann, Petra Noskaiová, Christoph Genz, Jan van der Crabben (Accent)